# Jacques-Marie-Achille Ginoulhiac
Jacques-Marie-Achille Ginoulhiac (Montpellier, 3 dicembre 1806 – Montpellier, 17 novembre 1875) è stato un teologo, scrittore e arcivescovo cattolico francese.

## Biografia
Subito dopo la sua ordinazione sacerdotale (1830) fu nominato professore di filosofia e teologia nel seminario di Montpellier e poi, nel 1839 vicario generale di Aix. Divenne vescovo di Grenoble nel 1853 e, l'anno seguente, fu nominato assistente al soglio pontificio e cavaliere della Legion d'onore.
Nel 1855 conferma, dopo un'indagine, l'autenticità dell'apparizione di Nostra Signora di La Salette, già riconosciuta dal suo predecessore, ma non dà la cauzione alle presunte predizioni che l'avrebbero accompagnata; sulla "Santa Montagna", dichiara il 19 settembre, anniversario dell'evento, in una solenne omelia: "La missione dei pastori è finita, inizia quella della Chiesa".
Al Concilio Vaticano, Ginoulhiac parlò pubblicamente di errori filosofici (30 dicembre 1869), della regola della fede (22 marzo e 1º aprile 1870) e dell'infallibilità del papa (23 maggio e 28 giugno 1870). Su quest'ultimo punto fu contrario, si schierò con la minoranza e lasciò Roma prima della sessione del 18 luglio, in cui fu definita la dottrina. Nel 1870 fu trasferito da Grenoble alla sede arcivescovile di Lione, per volere di Napoleone III. Temendo l'invasione prussiana, gli abitanti di Lione promisero di erigere una basilica a Fourvières se la città fosse stata risparmiata. L'impegno scritto, firmato da migliaia di abitanti, fu posto sull'altare della Beata Vergine dall'arcivescovo stesso.
Nel 1873, in adempimento di questa promessa, pose la pietra angolare dell'edificio che sorge sulla collina di Fourvières. Mentre a Grenoble, il vescovo Ginoulhiac scrisse e pubblicò parecchie lettere pastorali, specialmente sulla condizione dello Stato pontificio (1860), sulla Vita di Gesù di Ernest Renan (1863) e sulle accuse della stampa contro l'enciclica dell'8 dicembre 1864 e il Sillabo (1865). Aderiva al razionalismo e allo storicismo.

## Pubblicazioni

### Corrispondenze pastorali
- Lettres à propos du statut des États pontificaux (1860)
- Lettres à propos de la Vie de Jésus [archive], d'Ernest Renan, où l'écrivain développait une thèse controversée selon laquelle la biographie de Jésus devait être écrite comme celle de n’importe quel autre homme (1863)
- Lettres à propos des accusations de la presse concernant l'encyclique Quanta Cura du 8 décembre 1864 et du Syllabus qui l'accompagne (1865)

### Opere
- Histoire du dogme catholique pendant les trois premiers siècles de l'Église et jusqu'au concile de Nicée (Parigi, 1865)
- Les épîtres pastorales, ou reflexions dogmatiques et morales sur les épîtres de Saint Paul à Timothée et à Tite (Parigi, 1866)
- Le concile œcuménique (Parigi, 1869)
- Le Sermon sur la montagne (Lione, 1872)
- Les origines du christianisme, œuvre posthume publiée par Canon Servonnet (Parigi, 1878)

## Genealogia episcopale e successione apostolica
La genealogia episcopale è:
- Cardinale Scipione Rebiba
- Cardinale Giulio Antonio Santori
- Cardinale Girolamo Bernerio, O.P.
- Arcivescovo Galeazzo Sanvitale
- Cardinale Ludovico Ludovisi
- Cardinale Luigi Caetani
- Cardinale Ulderico Carpegna
- Cardinale Paluzzo Paluzzi Altieri degli Albertoni
- Papa Benedetto XIII
- Papa Benedetto XIV
- Papa Clemente XIII
- Cardinale Giovanni Francesco Albani
- Cardinale Carlo Rezzonico
- Cardinale Antonio Dugnani
- Arcivescovo Jean-Charles de Coucy
- Arcivescovo Jean-Joseph-Marie-Victoire de Cosnac
- Arcivescovo Pierre-Marie-Joseph Darcimoles
- Arcivescovo Jacques-Marie-Achille Ginoulhiac

La successione apostolica è:
- Arcivescovo Pierre-Antoine-Justin Paulinier (1870)